# How to Rob a Bank
Ne doit pas être confondu avec How to Rob a Bank (film, 2026).
Pour plus de détails, voir Fiche technique et Distribution.
How to Rob a Bank est une comédie américaine réalisée par Andrews Jenkins et sortie en 2007.

## Synopsis
Un homme se retrouve pris au milieu d’un braquage de banque avant d'être emmener par les malfaiteurs dans le coffre-fort où l’un des voleurs va le prendre comme un otage. 

## Fiche technique
- Titre : How to Rob a Bank
- Titre complet : How to Rob a Bank (and 10 Tips to Actually Get Away with It)
- Réalisation : Andrews Jenkins
- Scénario : Andrews Jenkins
- Musique : Didier Rachou
- Photographie : Joe Meade
- Montage : Dennis M. Hill et M. Scott Smith
- Production : Rick Lashbrook, Tim O'Hair, Darby Parker et Arthur Sarkissian
- Société de production : Rick Lashbrook Films et Williamsburg Media Cult
- Société de distribution : IFC First Take (États-Unis)
- Pays de production :  États-Unis
- Genre : Comédie, thriller
- Durée : 81 minutes
- Dates de sortie : 
  - États-Unis : 25 juin 2007

## Distribution
- Nick Stahl : Jinx
- Erika Christensen : Jessica
- Gavin Rossdale : Simon
- Terry Crews : DeGepse
- David Carradine : Nick
- Leo Fitzpatrick : Gunman
- Adriano Aragon : Fellow Officer
- Britt Delano : Key Witness